# Kim Won-Ho
Kim Won-Ho (en coreano: 김원호; Suwon, 2 de junio de 1999) es un deportista surcoreano que compite en bádminton. Participó en los Juegos Olímpicos de París 2024, obteniendo una medalla de plata en la prueba de dobles mixto.

## Palmarés internacional
| Juegos Olímpicos | Juegos Olímpicos | Juegos Olímpicos | Juegos Olímpicos |
| Año              | Lugar            | Medalla          | Prueba           |
| ---------------- | ---------------- | ---------------- | ---------------- |
| 2024             | París (Francia)  | Medalla de plata | Dobles mixto     |